# A Spooky Romance
A Spooky Romance è un cortometraggio muto del 1923 scritto e diretto da Albert Herman.

## Produzione
Il film fu prodotto dalla Century Film.

## Distribuzione
Distribuito dall'Universal Pictures, il film - un cortometraggio in due bobine - uscì nelle sale cinematografiche USA il 7 marzo 1923.